# Норвешки универзитет за науку и технологију
Норвешки универзитет за науку и технологију (норв. Norges Teknisk-Naturvitenskapelige Universitet i Trondheim, NTNU) или скраћено НТНУ је државни универзитет који се налази у Трондхајму у Норвешкој. За почетак рада универзитета узима се 1760. година када се оснива тзв. Трондхајмска академија (Det Trondhiemske Selskab), која 1767. године мијења назив у Краљевско норвешко друштво наука и умјетности (Det Kongelige Norske Videnskabers Selskab). Исте године оснива се и Музеј природне историје и археологије (данас НТНУ универзитетски музеј). Норвешки институт технологије оснива се 1910. године, а универзитет под данашњим именом настаје 1996. спајањем постојећих институција. Са 8.000 запослених и преко 40.000 студената, НТНУ је највећи универзитет у Норвешкој.
Данас је НТНУ организован у 9 факултета и 55 одсјека, односно студијских програма. Годишњи буџет (2019.) износи 9,6 милијарди норвешких круна. Универзитет се простире на укупно 734,000m², а универзитетска библиотека посједује преко 2 милиона штампаних публикација, 925,000 е-књига и 275 база података.

## Рангирање
НТНУ је према Times Higher Education World University Rankings  2017. године на првом мјесту свјетских универзитета с највећим везама са привредом, док je 2020. године по Вебометриксу рангиран као 59. у Европи и 187. на свијету. Шангајска листа (ARWU) за 2020. годину ставља НТНУ на 101-150. мјесто у свијету.

## Нобеловци
Добитници Нобелове награде који су дипломирали или радили на НТНУ:
- 1968 Ларс Онсагер (Хемија)
- 1973 Ивар Jевер (Физика)
- 2014 Едвард Мосер (Медицина или физиологија)
- 2014 Мај-Брит Мосер (Медицина или физиологија)
- 2014 Џон О'Киф (Медицина или физиологија)